# Msanga Mkuu
Msanga Mkuu (auch Msangamkuu) ist ein Verwaltungsbezirk (Ward) des Distrikts Mtwara in der tansanischen Region Mtwara.

## Geografie
Msanga Mkuu liegt im Südosten von Tansania. Der Bezirk umfasst die Halbinsel östlich von Mtwara und den südlich anschließenden Küstenstreifen am Indischen Ozean. Die Fläche des Bezirks beträgt 28 Quadratkilometer. Bei der Volkszählung 2022 lebten hier 7481 Menschen in 2043 Haushalten.

## Gliederung
Der Bezirk besteht aus drei Gemeinden (Mtaa) mit 10 Orten (Kitongoji):
| Msanga Mkuu - Msangamkuu - Namela - Sinde | Sinde - Sinde A - Sinde B - Ng'wale | Namela - Zahanati - Mapunje - Jongeeni - Matenje |

## Infrastruktur
- Gesundheit: In Msanga Mkuu befindet sich eine staatliche Apotheke.[6]

## Sehenswürdigkeiten
- Der nördliche Teil des Mnazi Bay – Ruvuma Estuary Marine Parks liegt im Bezirk. Er beinhaltet zu einem Drittel den Landteil der Küste und  zwei Drittel sind Wasser-Anteil. Im Park wurden 250 Arten Steinkorallen, 400 Fischarten und 100 Arten Stachelhäuter nachgewiesen.[7][8]

## Sonstiges
Die gemeinnützige Organisation Rainbow Garden Village führt Projekte zum Schutz der Meeresschildkröten in Msanga Mkuu durch.